# Stutthof (concentratiekamp)

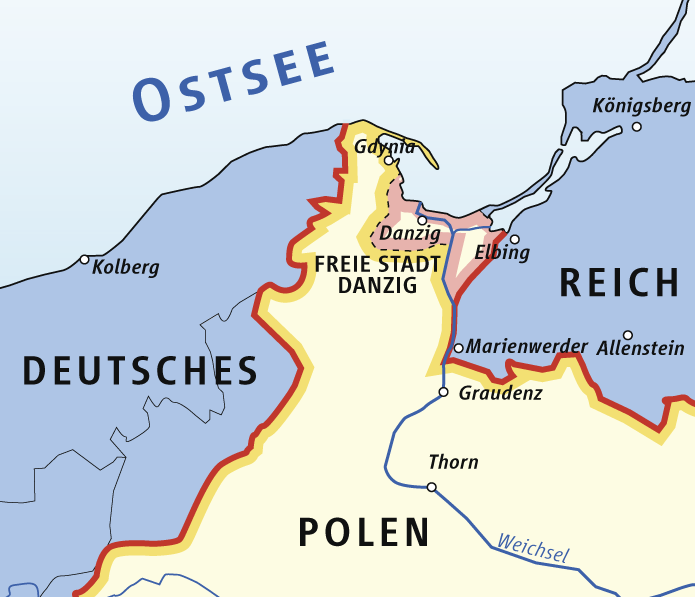
Kaart van de vrije stad Danzig in 1939 voor het begin van de oorlog

Stutthof was een Duits concentratiekamp, waarvan de resten sinds de aanpassingen van de Poolse landgrenzen na de Tweede Wereldoorlog in Polen liggen. Het kamp werd gebouwd toen het gebied nog deel uitmaakte van de vrije stad Danzig. Het lag 34 kilometer buiten de stad Danzig, bij het dorp Stutthof (tegenwoordig  Sztutowo). Stutthof was het eerste concentratiekamp dat door de nazi's tijdens de Tweede Wereldoorlog buiten het vooroorlogse Duitsland in gebruik werd genomen, namelijk op 2 september 1939, daags na de inval in Polen. Op 9 mei 1945 werd het (als laatste concentratiekamp) bevrijd.

## Gebruik
Al in 1936 verzamelden in Danzig gestationeerde nazi's informatie over de Joden in het gebied, en werd gezocht naar een geschikte locatie voor een concentratiekamp. De eerste gevangenen waren honderdvijftig Joden uit Danzig zelf, maar binnen twee weken steeg het aantal gevangenen naar zesduizend. In 1942 arriveerden de eerste vrouwelijke gevangenen en SS'ers. In totaal werkten er ongeveer honderddertig vrouwen in het Stutthof-complex, dat verspreid was over de Poolse kust aan de Oostzee. Tegen het eind van de oorlog werden ook Poolse niet-SS'ers gerekruteerd als gevolg van een tekort aan bewakers.
Het kamp besloeg in 1942 120 hectare, met dertig barakken voor de gevangenen. Tot 1943 was Stutthof geen vernietigingskamp, maar een crematorium. Gaskamers werden in 1943 gebouwd. In juni 1944 werd Stutthof toegevoegd aan de lijst van vernietigingskampen van de Endlösung. Per keer konden in de gaskamer honderdvijftig mensen van het leven worden beroofd, maar vaak werden gevangenen ook vergast met uitlaatgassen in gaswagens.
Van september 1939 tot mei 1945 zaten in totaal ongeveer 110.000 mensen vast in het kamp. Tussen de 60.000 en 85.000 van hen werden om het leven gebracht, terwijl 22.500 personen naar andere kampen werden overgebracht toen de geallieerden Stutthof naderden.
De Litouwse schrijver Balys Sruoga, die ook in het kamp gevangengezeten had, schreef over zijn ervaringen het boek Dievų miskas (Het Bos der Goden).

## Stutthof-rechtszaken
Na de oorlog werden in Danzig 101 mensen die in Stutthof hadden gewerkt door de Russen en de Polen berecht. Slechts twee van hen werden onschuldig bevonden. 
Een 93-jarige ex-bewaker Bruno Dey van het concentratiekamp stond in oktober 2019 in Duitsland terecht. Hem werd verweten medeplichtig te zijn aan de moord op 5.230 gevangenen in de laatste maanden voor de bevrijding van het kamp. Omdat hij destijds 17 jaar oud was, werd hij berecht volgens het jeugdstrafrecht. Hij werd in juli 2020 veroordeeld tot een voorwaardelijke celstraf van twee jaar, nadat er drie jaar cel tegen hem was geëist.
In oktober 2021 begon een proces tegen de 96-jarige Irmgard Furchner, de voormalige secretaresse van het concentratiekamp, waarbij zij zich moest verantwoorden voor medeplichtigheid aan 11.000 moorden. Zij was tussen juni 1943 en april 1945 stenograaf en typiste in het kantoor van de kampcommandant, waardoor zij systematisch meehielp aan het doden van gevangenen. In december 2022 werd ze veroordeeld tot twee jaar voorwaardelijke gevangenisstraf, die in 2024 in hoger beroep werd bekrachtigd. Ze overleed in het voorjaar van 2025 op 99-jarige leeftijd.